# Seka (actriu)
Seka (nascuda Dorothiea Ivonniea Hundley, 15 d'abril de 1954) també coneguda com Dorothea Hundley Patton, és una actriu pornogràfica estatunidenca retirada que va començar la seva carrera a la indústria als 23 anys i va aparèixer a pel·lícules pornogràfiques de 1977 a 1993. Era coneguda com la Princesa platí del porno. El 2013, va publicar la seva autobiografia sobre la seva vida i carrera, titulada Inside Seka.

## Primers anys
Dorothiea Hundley va néxier i créixer a Radford (Virgínia),va tenir, va recordar, "una infància plena i normal" amb dos germans, un germà i una germana. Ella descriu la seva ascendència com a cherokee i irlandesa. Sobrenomenada "Dottie", va guanyar un concurs de bellesa de secundària, sent anomenada Ms. Hopewell High School o Miss Hopewell High School (els comptes varien) i es va convertir en Miss Southside Virginia.
Hundley es va casar amb Francis "Frank" Patton el 21 d'abril de 1972, una setmana després del seu 18è aniversari. Ella i Patton es van divorciar abans de començar la seva carrera pornogràfica el 1977. Va treballar per Reynolds Metals Company, fabricant d'alumini domèstic Reynolds Wrap, i més tard es va convertir en dependenta d'una llibreria per a adults, on va començar a sortir amb el propietari casat.

## Carrera
Va descriure la seva entrada al cinema porno, després del seu trasllat de la costa est a Las Vegas i després a Los Angeles,
| « | Tenia set llibreries per a adults a Virgínia i Maryland que tenia. En aquell moment, a la part posterior de les botigues, teníeu les pel·lícules i hauríeu de fer un bucle de pel·lícules. Així que hauria d'arreglar les pel·lícules quan es trenquessin i, per descomptat, vaig acabar veient moltes pel·lícules. Bé, vaig veure aquestes dones fent pel·lícules per a adults aleshores i vaig sentir que era una representació desagradable de les dones. Vaig pensar per mi mateix que podia fer-ho i fer-ho millor que això. Així és com vaig entrar al sector. | » |

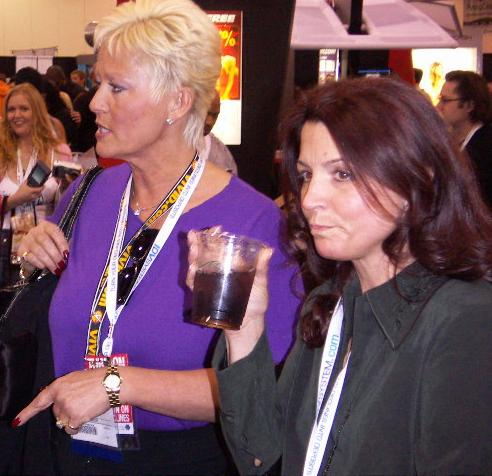
Seka, Laurie Holmes a Internext Pictures

Els primers pseudònims pornogràfics de Seka foren Linda Grasser. Finalment va adoptar el nom de pantalla Seka, per una dona distribuïdora de blackjack que va conèixer a Las Vegas. (es va casar amb l'actor convertit en director Kenneth M. Yontz l'any després del seu debut en el porno; es van divorciar el 1980.) Va protagonitzar més de 200 vídeos per a adults amb una "pausa" l'any 1982, quan va deixar de rodar pel·lícules sexuals, afirmant que "no li pagarien el que volia", i va dedicar-se al striptease i modelatge nu alhora que dirigia el seu propi club de fans. Posteriorment va admetre que l'epidèmia del VIH a mitjans dels anys 80 va contribuir a la seva decisió d'evitar l'escena de sexe hardcore, dient: "Per això ja no faig pel·lícules... M'agrada viure". A principis dels anys noranta havia tornat a la indústria del porno per actuar en algunes pel·lícules finals, la seva última és American Garter.
Jamie Gillis va actuar amb Seka nombroses vegades i la considerava "una mica per sobre del porno", i la descrivia com una "reina de l'escòria blanca". Entre els seus companys intèrprets, va enumerar els seus companys masculins preferits a la pantalla com Gillis, John Holmes, Mike Ranger i Paul Thomas. Pel que fa a les parelles femenines de la pantalla, va valorar les seves preferides com Veronica Hart, Aunt Peg, Kay Parker i Candida Royalle

### Altres empreses
El 1997 va presentar un programa de ràdio a Chicago anomenat Let's Talk About Sex els dissabtes a la nit de 22:00 a 2:00 a 97.9FM, The Loop; hi va participar durant aproximadament tres anys.
El 2005 es va traslladar de Chicago a Kansas City, operant el seu club de fans a través del seu lloc web propi. El febrer de 2007 va declarar que acabava de rodar la seva primera escena hardcore en gairebé 15 anys, disponible per visualització en línia pay-per-view.
El 2015 va publicar la seva autobiografia, Inside Seka, el text de la qual Kerry Zukus va transcriure dels seus dictats. Jim Norton va escriure el pròleg i Bobby Slayton va escriure l'epílrg.

### Aparicions
Ha aparegut en diversos talk shows com els presentats per Alan Thicke, Montel Williams, Oprah Winfrey, Larry King, Phil Donahue, i Morton Downey Jr., així com a Saturday Night Live. Seka va aparèixer al documental de 2012 After Porn Ends, sobre la vida després de ser actor porno.

## Vida personal
A part dels seus matrimonis amb Frank Patton (1972 a no més tard de 1977), Patrick Connelly (1987) i Kenneth M. Yontz (1978–80), Seka van sortir amb el còmic Sam Kinison a mitjans dels anys 80. Ella el va acreditar per haver organitzat una aparició amb ell a Saturday Night Live.
En el comentari del DVD de la seva pel·lícula, el director Paul Thomas Anderson va declarar que va ser la principal inspiració per al seu personatge d'Amber Waves a Boogie Nights, a causa de la seva aparició i implicació amb John Holmes. al documental Exhausted: John C. Holmes, The Real Story.

## Premis i reconeixements
Seka és membre del AVN Hall of Fame, i del Saló de la Fama de XRCO.
A la pel·lícula del 2000 Els Àngels de Charlie, el personatge de Drew Barrymore, Dylan Sanders, porta una disfressa mentre es troba a un circuit de carreres, això la va fer semblar Seka.
El músic electrònic Aphex Twin va samplejar Seka a la peça "Come on You Slags!" del seu àlbum ...I Care Because You Do.

## Obra
Aquestes són algunes de les pel·lícules protagonitzades per Seka:
- Teenage Desires (1978)
- Dracula Sucks (1978)
- Heavenly Desire (1979) (debut)
- Rockin' with Seka (1980)
- The Seduction of Cindy (1980)
- Prisoner of Paradise (1980)
- Exhausted: John C. Holmes, the Real Story (1981)
- Blond Heat (1985)
- Careful, He May Be Watching (1987)
- American Garter (1993)
- Desperately Seeking Seka (2002)

També va escriure un llibre:
- Seka; Zukus, Kerry. Inside Seka.  BearManor Media, 2013. ISBN 978-1593932725.